# The 5th Wave (film)
The 5th Wave is een Amerikaanse sciencefictionfilm uit 2016 onder regie van J Blakeson. De film is gebaseerd op de gelijknamige jeugdroman van Rick Yancey uit 2013.

## Verhaal
De aarde werd reeds met vier enorm dodelijke buitenaardse aanvallen geconfronteerd. Alle aanvallen zijn georganiseerd door de Anderen. De Anderen komen van een andere planeet maar lijken qua uiterlijk uitstekend op de mens. Hierdoor kan Cassie Sullivan (de hoofdpersoon) niemand vertrouwen. De Anderen organiseren de golven namelijk om de mensen uit te roeien. Haar ouders zijn al overleden bij de andere golven. En de Anderen hebben haar broertje en ook andere kinderen meegenomen. Doordat de Anderen erg veel op de mens lijken denkt iedereen dat ze kinderen meenemen om ze te redden tegen de buitenaardse wezens (de Anderen). Maar in werkelijkheid creëren ze een groot leger om de mens uit te roeien, terwijl ze het zelf niet weten. Terwijl Cassie Sullivan haar broertje zoekt komt ze Evan tegen. Maar ze weet niet of ze hem moet vertrouwen, want iedereen kan een van de Anderen zijn.

## Rolverdeling
| Acteur             | Personage           |
| ------------------ | ------------------- |
| Chloë Grace Moretz | Cassie Sullivan     |
| Nick Robinson      | Ben Parish / Zombie |
| Ron Livingston     | Oliver Sullivan     |
| Maggie Siff        | Lisa Sullivan       |
| Alex Roe           | Evan Walker         |
| Maria Bello        | sergeant Reznik     |
| Liev Schreiber     | kolonel Vosch       |
| Zackary Arthur     | Sammy Sullivan      |
| Maika Monroe       | Ringer              |